# Васляев, Владимир Александрович
Владимир Александрович Васляев (укр. Володимир Олександрович Васляєв; 8 января 1924, пос. Лозовая Павловка, Луганский округ Донецкой губернии — 4 октября 1980, Киев, УССР, СССР) — партийный деятель Украинской ССР. Кандидат в члены ЦК КПСС (1976—1980), член ЦК КП Украины (1971—1980), делегат XXII, XXIV и XXV съездов КПСС, XXIII, XXIV и XXV съездов КП Украины; депутат Верховного Совета СССР девятого и десятого созывов, депутат Верховного Совета УССР седьмого и восьмого созывов.

## Биография
В начале Великой Отечественной войны эвакуировался в Сталинград, где с декабря 1941 по сентябрь 1942 года работал слесарем на металлургическом заводе «Красный Октябрь». В сентябре 1942 года был призван в ряды Красной Армии. Военную службу начал в Нижнем Тагиле в 19-м учебном танковом полку. В апреле 1943 года был направлен в 3-ю танковую бригаду 23-го танкового корпуса, которым командовал генерал Е. Г. Пушкин. Участвовал в боях на Юго-Западном, 2-м и 3-м Украинских фронтах. В марте 1944 года участвовал в освобождении Николаевщины. Также участвовал в освобождении Румынии, Венгрии и Австрии. Член компартии с 1944 года.
После демобилизации с лета 1947 года работал слесарем-монтажником на заводе им. 61 Коммунара.
В 1947—1953 годах учился в Николаевском кораблестроительном институте на факультете машиностроения, был Сталинским стипендиатом.
После окончания института был направлен на партийную работу. С 1953 года — заведующий отделом Николаевского городского комитета КП Украины, второй секретарь, первый секретарь районного комитета КП Украины (Николаев). С 1961 года — первый секретарь Николаевского городского комитета КП Украины.
С января 1963 по декабрь 1964 года — второй секретарь Николаевского промышленного областного комитета КП Украины. С 1965 года — второй секретарь Николаевского обкома КП Украины; одновременно 18 марта 1966 по 17 марта 1971 — член Центральной Ревизионной Комиссии КП Украины. С марта 1971 по 4 октября 1980 года — первый секретарь Николаевского обкома Компартии Украины.
С 20 марта 1971 по 4 октября 1980 года — член ЦК КП Украины. С 5 марта 1976 по 4 октября 1980 года — кандидат в члены ЦК КПСС.
Активно содействовал открытию в Новой Одессе монумента Стальному солдату на Кургане Славы. Был инициатором организации отделения Союза художников в Николаеве.

## Награды
- два ордена Ленина
- орден Трудового Красного Знамени
- орден «Знак Почёта»
- два ордена Красной Звезды
- медаль «За отвагу»
- медаль «За взятие Будапешта»
- медаль «За взятие Вены»
- медаль «За победу над Германией в Великой Отечественной войне 1941—1945 гг.»
- другие медали.

## Память
До 2016 года в его честь была названа одна из улиц г. Николаева, а также газотурбоход, который в 1997 году был куплен ВМС США, переделан в контейнеровоз и в 2003 году получил индекс T-AK-3016 и название «LCPL Roy M. Wheat» (нем. USNS LCPL Roy M. Wheat (T-AK-3016), нем.).